# Clarin Mustad
Hans Clarin Hovind Mustad, né le 22 novembre 1871 à Vardal, Norvège, et mort le 1er janvier 1948 à Oslo, est un ingénieur, concepteur d'automobiles et chef d'entreprise norvégien.

## Biographie
Clarin Mustad est l'un des cinq fils de Hans Mustad et de Clara Laurentse Marie Henriette Mustad (1848-1871). Sa mère meurt en couches à sa naissance et son père se remarie l'année suivante avec Marie Bernhardine Heyerdahl (1844-1922). En 1875, la famille s'installe dans la ferme de Sollerud, à Lilleaker, à Oslo.
Mustad suit des études secondaires à Oslo de 1884 à 1888, puis une formation technique à Trondheim de 1888 à 1889 et à Mittweida, en Allemagne, de 1889 à 1892. Il devient ensuite directeur de l'usine de Duclair en France. Avec ses quatre frères, il rejoint l'entreprise de son père, rebaptisée O. Mustad & Søn en 1905. L'entreprise avait été créée à l'origine par son arrière-grand-père et était restée dans la famille. L'entreprise s'était considérablement développée depuis ses débuts à Vardal. En 1875, l'entreprise s'était agrandie avec une nouvelle usine à Lilleaker à Oslo, suivie en 1889 par une fonderie au même endroit ainsi qu'une usine de margarine. À la mort de Hans Mustad en 1918, ses fils ont hérité de la plus grande entreprise industrielle de Norvège, avec 2 000 employés en Norvège et plusieurs usines à l'étranger. L'expansion se poursuit après 1918 et l'entreprise devient le plus grand fabricant mondial d'hameçons. Malgré le changement de propriétaire, le nom O. Mustad & Søn est conservé. Toutefois, après la mort de Clarins, l'entreprise est transformée en société anonyme en 1970 et divisée en plusieurs divisions en 1977 et 1997.
Clarin Mustad est marié à Nathalia Fischer Schneider (1881-1936). En 1912, il achète la ferme Sjøholmen, située entre Høvikodden et Sandvika, dans la municipalité de Bærum.
En 1936, il achète le manoir des Zoaques à Yainville qui avait appartenu à Sacha Guitry.

## Inventions

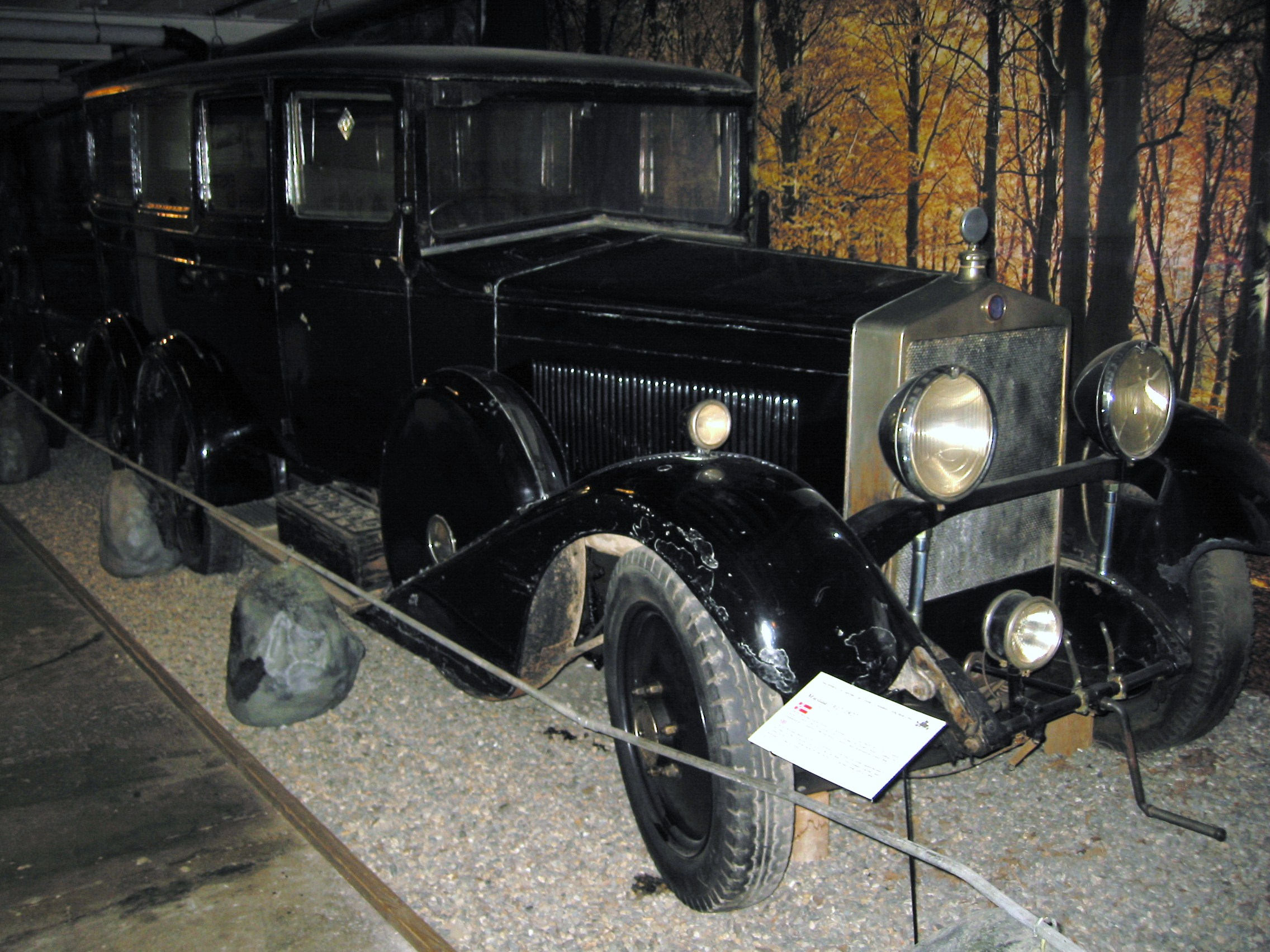
Mustad 1917.

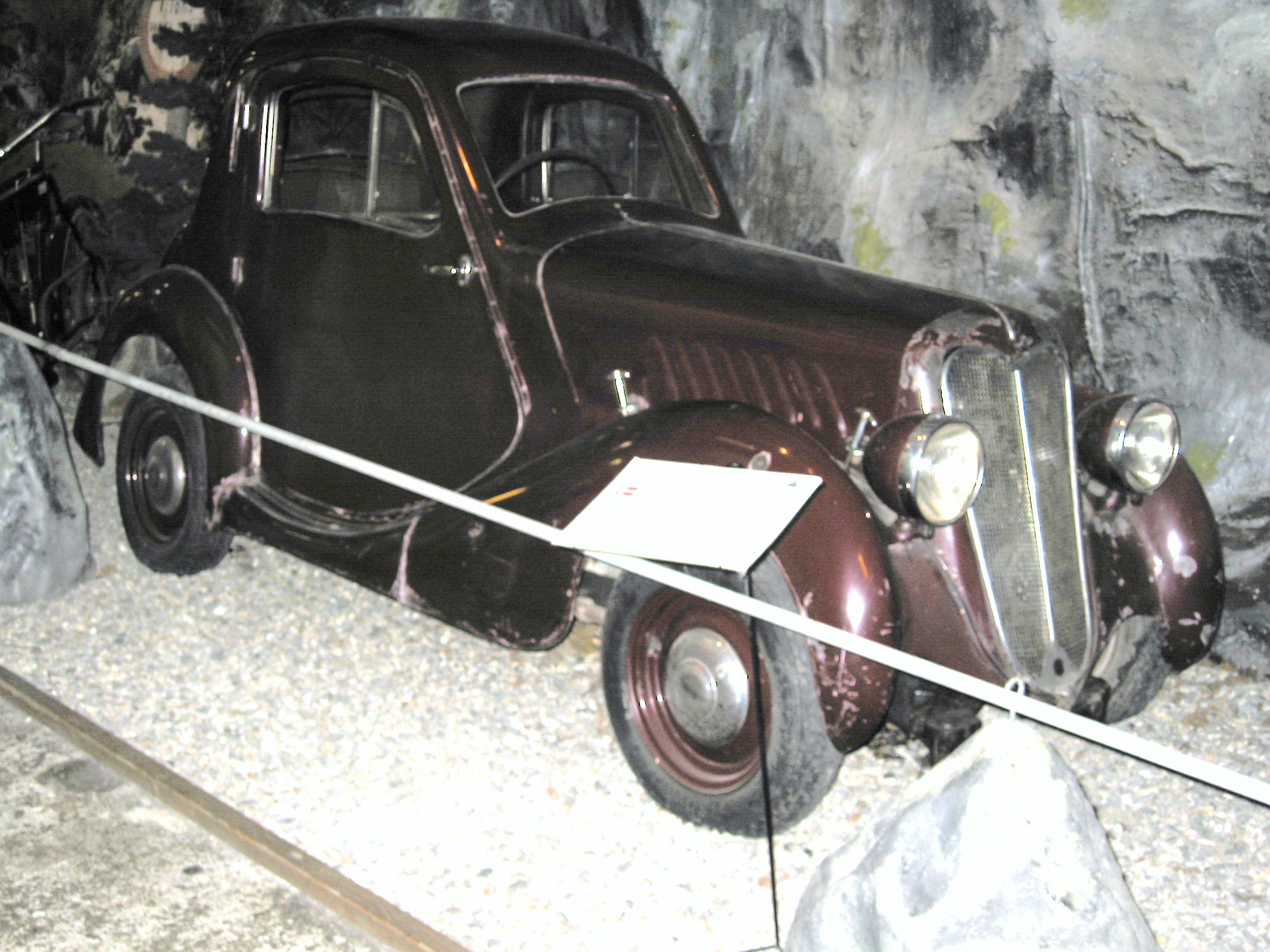
Mustad 1935.

Clarin Mustad a également participé aux débuts de l'industrie automobile. Il voyage pour la première fois en voiture à l'étranger en 1892 et effectue son premier voyage sur le sol norvégien en 1906. Se rendant de Oslo à Åndalsnes, il croise plusieurs centaines de chevaux et arrête le moteur pour ne pas effrayer les animaux. Lassé d'utiliser une manivelle pour démarrer le moteur, il invente un système permettant au conducteur de démarrer le moteur depuis son siège,.
Clarin Mustad et ses collaborateurs ont inventé un grand nombre de produits, notamment des machines pour fabriquer des clous de fer à cheval, des hameçons de pêche et des vis.
En 1915, Clarin Mustad a inventé un siège de toilettes chauffé électriquement et, plus tard, des toilettes avec ventilateur intégré.
Clarin Mustad a également conçu une voiture à trois essieux de 3,4 tonnes et onze places assises, qui a été produite en deux versions en 1916-1917, avec des carrosseries interchangeables pour l'été et l'hiver. Elle était équipée d'un moteur à essence breveté à quatre cylindres et à quatre temps, également conçu par Clarin Mustad, un modèle de moteur utilisé plus tard dans la Delaugère et Clayette française.
Ce véhicule était équipé d'un phare qui suivait le mouvement des roues avant vers la droite et la gauche, ce qui est devenu plus courant par la suite. Cette voiture a été présentée au Salon automobile de Paris en 1922,.
Plus tard, il conçoit une voiture de tourisme à une seule place, surnommée « l'égoïste ». Ces deux voitures sont conservées au musée norvégien de la route à Lillehammer.
En outre, Clarin Mustad a participé à la préservation de la première voiture en Norvège, une Benz & Cie. Phaéton importée en Norvège par Aktieselskabet Norsk Motorvogn-Kompagni à Gjøvik en 1895. La première voiture norvégienne est rapidement mise hors service et stockée. Quelques années plus tard, elle est « retrouvée » par Mustad, qui en fait don au Royal Norwegian Automobile Club en 1929. Elle est aujourd'hui exposée au Musée norvégien de la technologie.

## Distinctions
- Chevalier de 1re classe de l'ordre de Saint-Olaf (1911)[1],[16]